# Комп'ютерна термінологія
#
А Б В Г Ґ Д Е Є Ж З І Ї Й К Л М Н О П Р С Т У Ф Х Ц Ч Ш Щ Ю Я
| - 3D-графіка - AI - AMD - AT&T - ATA - API - ARM - AWS - AR - BIOS - Black Hat - BSides - BSD - BSOD - CAPTCHA - CentOS - CMOS - CSS - CUDA - DDoS-атака або DoS-атака - Debian - Delphi - Fedora - FreeBSD - FTP - GCC - GPGPU - GNOME - GNU - HTML - HTTP - IDE - JDK - KDE - Linux - Mageia - Mandriva Linux - MySQL - Object Pascal - OpenCL - OpenGL - PHP - POSIX - POST - Python - Red Hat - RISC - RISC-V - RPM - SATA - Sniffer - Solaris - SPARC - SSL - SQL - SUSE - System V - TCP/IP - Ubuntu - UDP - UML - UNIX - UPS - USB - Vulkan - VR - WWW - Windows - Автентифікація - Автентифікація (веб) - Автоматизоване діловодство - Автоматизоване робоче місце - Автоматизований документообіг - Адаптер - Активні серверні сторінки - Алгебра логіки - Алгоритм - Алгоритмізація - Аліас - Алфавіт - Антивірус - Апаратне забезпечення - Апачі - Аплет - Аргумент - Архіватор - Архітектура - АРМ Архітектура - Асемблер - Атака на відмову в обслуговуванні - Атрибут файлу - Атрибут - Баг або Баґ - Багатозадачність - База даних - Базова система введення-виведення - Байт - Банер - Бар'єр - Безумовний перехід - Бейсік - Біт - Бітторент - Бджолиний алгоритм - Блог - Блок - Блок-схема - Блокчейн - Ботнет - Брандмауер - Браузер - Булева алгебра - Буфер - Буфер обміну - Вбудована програма - Введення-виведення - Веблог - Вебзастосунок - Вебсайт - Вебсервер - Вебслужба - Вебсторінка - Вебхостинг - Векторний тип даних - Величина - Версія - Взаємна рекурсія - Взаємне блокування - Визначення завдання - Вираз - Витік пам'яті - Відеопам'ять - Відношення - Вікно - Вінчестер (диск) - Вірус комп'ютерний - Віртуальна реальність - Віртуальний світ - Вішинг - Волокно - Всесвітня павутина - Генетичний алгоритм - Гіперпосилання - Гіпертекст - Граф - Графопобудівник - Дані - Дерево - Детермінованість - Дешифратор - Джойстик - Диз'юнкція - Директорія - Диск - Дискета - Дисковод - Дискретна математика - Дискретність - Дисплей - Діалог - Діпфейк - Діпфейк фішинг - Домашня сторінка - Домен - Доменне ім'я - ДОПЗ - Доповнена_реальність - Достовірність - Драйвер - Еволюційний алгоритм - Евристичний алгоритм - Езернет - Економічна інформація - Експертні системи - Електронна пошта - Електронний аналог власноручного підпису - Електронний документ - Електронний документообіг і діловодство - Електронно-обчислювальна машина (ЕОМ) - Електронно-цифровий підпис - Ємність носія інформації - Жадібний алгоритм - Жорсткий диск - Забезпечення - Завантаження - Завантажувальний вірус - Завантажувальний сектор - Зависання - Завислі вказівники - Загасання - Запам'ятовування - Заперечення - Засади сучасної української літературної мови в стосунку до створення комп'ютерної термінології - Застосовна інформатика - Застосунок - Збирання сміття - Змінна - Змішана реальність - Знак - ЗОТ - Зрозумілість | - Ігри для програмістів - Ідентифікатор - Ім'я файлу - Інверсія керування - Індекс - Індексування - Індекс бази даних - Ініціалізація - Ініціювання - Інструментальна система - Інтернет - Інтерпретатор - Інтерпретація - Інтерфейс користувача - Інтерфейс - Інтранет - Інформатика - Інформатизація - Інформаційна безпека - Інформаційна система - Інформаційний пошук - Інформаційні процеси - Інформаційні технології - Інформаційно-комунікаційні технології - Інформація - Канал введення-виведення - Канал (телекомунікації) - Каскадні таблиці стилів - Каталог - Квантовий комп'ютер - Кеш - Кібервійна - Кібернетика - Кількість інформації - Клавіатура - Клавіша - Класифікація - Кластер - Кластер записів - Клітинний автомат - Клієнт - Клієнт-серверна архітектура - Куки - Когнітивна графіка - Колокаційний центр - Команда - Комп'ютерна пам'ять - Комп'ютерний вірус - Компілятор - Компіляція - Комп'ютер - Комутатор - Концентратор - Консоль - Константа - Контент - Контролер - Концентратор - Кон'юнкція - Копіювання - Копія - Кореневий каталог - Користувач - Криптографія - Критична секція - Курсор - Листи новин - Лінійна математика - Лінк - Лінкер - Лінукс - Лічильник - Лог - Логіка - Логін - Локальна мережа - Маршрутизатор - Масив - Масовість - Математична логіка - Математичне забезпечення - Машина Поста - Машина Тьюрінга - Меню - Мережа - Мережа Петрі - Метод грубої сили - Метавсесвіт - Миша - МікроЕОМ - Мікрокод - Мікрокоманда - Мікрокомп'ютер - Мікропрограма - Мікропроцесор - Мікросхема - Міні-ЕОМ - Міст - Міст-маршрутизатор - Мобільний автомат - Мова гіпертекстової розмітки - Мова структурованих запитів - Мови програмування - Моделювання - Модем - Модуль - Монітор - Мультимедіа - Мурашиний алгоритм - М'ютекс - Надвелика інтегральна схема - Накопичувач - Напівсуматор - Наукова інформатика - Нейронна мережа - Нить - Нігерійські листи - Носій інформації - Об'єктно-орієнтоване програмування - Об'єктно-орієнтований аналіз - Обліковий запис - Образ диска, системи - Обчислювальна геометрія - Обчислювальна система - Обчислювальний процес - Операнд - Оператор - Операційна система - Операція - Опція - Основна система вводу-виводу - Обфускація | - Пакет застосовних програм - Пакет даних - Паралелізм - Пам'ять - Панель екрана - Параметр - Паскаль - Перезапуск - Переповнення стекового буфера - Перехід - Перцептрон - Підкаталог - Підпрограма - Плата - Плоттер - Покоління ЕОМ - Поліморфізм - Поліморфний генератор - Поліморфний вірус - Порт інформаційний - Порт протоколу - Приголомшлива паралельність - Принципал (комп'ютерна безпека) - Пристрій - Програма - Програміст - Програмне забезпечення - Програмування - Продуктивність ЕОМ - Прокрутка - Процедура (програмування) - Процес - Процесор - Регістр - Результативність - Реквізит - Рекурсія - Рендеринг - Розпізнавання образів - Розширювана мова розмітки - Сайт - Сектор - Семафор - Сервер - Сервер Інтернет - Символ - Синтез мови - Синхронізація процесів - Система - Система автоматизованого діловодства і електронного документообігу - Система програмування - Система числення - Система керування базами даних - Системне програмне забезпечення - Сканер - Скінченний автомат - Служба коротких повідомлень - Сніфер - Сокет - Соціальна мережа - Спам - Специфікація файлу - Специфікація - Співпроцесор - Стек - Стиснення - Структура даних - Структурована кабельна система - Суматор - Суперкомп'ютер - Табуляція - Таксономія Флінна - Теорія графів - Тестування - Тест Тюрінга - Технологія Bluetooth - Технологія WAP - Том - Транслятор - Трансляція - Трек - Триви́мірна гра́фіка - Тригер - Тролінг - Троттлінг - Узагальнений мобільний автомат - Українська інтернет-спільнота - Умова - Умовний перехід - Універсальна машина Тюрінга - Універсальний доступ - Уніфікований локатор ресурсів - Управління телекомунікаційною мережею - Утиліта - Фаєрвол - Файл - Файл підкачки - Файлова система - Файлообмінна мережа - Фішинг - Флеш-пам'ять - Фон-нейманівська архітектура - Формалізація - Форматування - Фрагментація - Фрактал - Хаб - Хакер - Хешувальна функція - Хмарні обчислення - Хостинг - Хробак - Цикл - Чат - Чорні капелюхи - Швидкодія ЕОМ - Шейдер - Комп'ютерна шина - Шлюз - Шлях - Штучний інтелект - Щільність запису - Юнікод - Ядро операційної системи - Ярлик |

А Б В Г Ґ Д Е Є Ж З І Ї Й К Л М Н О П Р С Т У Ф Х Ц Ч Ш Щ Ю Я